# Scaphophyllum speciosum
Scaphophyllum speciosum là một loài Rêu trong họ Jungermanniaceae. Loài này được (Horik.) Inoue mô tả khoa học đầu tiên năm 1966.